# Iglesia de Santa María de Puerto

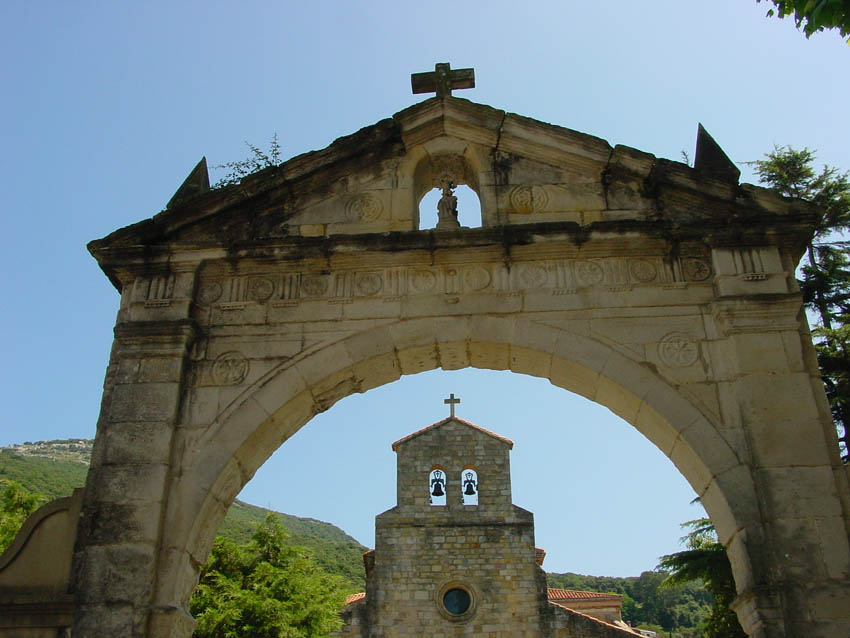
Portalada de Santa María de Puerto

La iglesia de Santa María del Puerto ubicada en la localidad de Santoña (Cantabria, España) es un templo de estilo románico de la primera mitad del siglo XIII. Fue declarada Monumento Nacional el 3 de junio de 1931.

## Historia
Este templo fue parte de un monasterio de benedictinos, probablemente erigido en el siglo VIII, en época de la repoblación de la zona.
Su origen es legendario. Se cuenta que la iglesia fue fundada por Santiago Apóstol, cuando estuvo en España en el año 37, con categoría de catedral y que consagró a Arcadio (que más tarde fue San Arcadio) como obispo. Después, en el siglo VIII es cuando los benedictinos fundarían el monasterio en el mismo lugar.

## Descripción
Se trata de un edificio de modelo borgoñón, de tres naves. Los pilares que sustentan las naves son de núcleo circular, aunque se conservan algunas columnas del templo puramente románico.
Portada principal (oeste)
Cuatro arquivoltas con decoración de sierra en los boceles. Esta decoración es una simbología de los rayos solares, es decir, del cielo. Es por tanto, la puerta del cielo. En los capiteles de las columnas pueden verse esculpidos unos pajarillos picando brotes de vegetales que son simbología de las almas cristianas, así como hojas de acanto, que son el símbolo de la eternidad.
Portada lateral (sur)
En los capiteles de las columnas se observa un campesino que conduce un mulo cargado de leña, dragones y aves afrontadas, decoración toda ella de tradición románica.
Interior
En la base de uno de los pilares del crucero hay una inscripción que dice: Aquí yace el obispo Antonio, hermano de los reyes godos, cuya ánima Dios aya, el cual reedificó e acabó esta iglesia. Se cree que pueda referirse a la antigua construcción.
En el siglo XVI se hicieron grandes obras en el edificio antiguo. Se derribó el ábside y el crucero y se construyeron los que se ven en la actualidad, góticos del año 1532, con unas bóvedas enormes y con múltiples claves. En los fondos de las bóvedas se ven los bustos de los apóstoles y temas que se refieren al Descubrimiento de América.
En el siglo XVII se abrieron las capillas laterales, que tienen unos retablos barrocos bastante interesantes.
Retablo de San Bartolomé
Siglo XVIII. Seguramente fue la familia Hoyo quien encargó la obra. Se encuentra en el tramo norte del crucero. Está distribuido en 3 calles y 3 pisos, con un entablamento compuesto de columnas y frontón. En la calle central están los relieves de San Bartolomé, Virgen del Rosario, Cristo Salvador y Crucifixión. En las calles laterales hay unas tablas al óleo con los temas de San Sebastián, Santiago, Magdalena (a la derecha); San Jerónimo, San Ana en la Puerta Dorada y San Catalina (a la izquierda). Muchas de estas advocaciones coinciden con los nombres de barcos capitaneados por los marinos santoñeses. La calidad de las pinturas es excepcional. Su autor es Pieter de Moor (flamenco) y tiene su firma en las tablas inferiores.
Retablo de San Pedro
Siglo XVIII, probablemente mandado construir por la familia Pelegrín. En madera sin policromar, está atribuido a García de Arredondo, uno de los mejores escultores castellanos del siglo XVIII; fue el fundador del taller de escultura de Limpias. La figura principal es una imagen de San Pedro en Cátedra.
Imagen de la Virgen del Puerto
Es la patrona titular de la iglesia. Se trata de una imagen gótica situada en el altar mayor. La historia cuenta que fue llevada a América por Juan de la Cosa en el viaje del Descubrimiento. Su fiesta se celebra el 8 de septiembre con una tradicional procesión por mar.
Pila bautismal
Es de los inicios del siglo XIII, tallada en piedra y gallonada. Está decorada en el frente con la Anunciación y San José y en la parte posterior con dos monjes sedentes en actitud de leer un libro. En la base están esculpidos dos leones que simbolizan en este caso el pecado original, siendo vencidos por Cristo en su institución del bautismo.
Portalada
Es un arco de piedra construido al exterior de la iglesia, en la entrada del recinto. La obra se llevó a cabo entre 1660 y 1661 y su ejecutor fue el maestro cantero Francisco de Cueto, vecino de Güemes.
Se hizo por donación del Capitán Antonio Ortiz del Hoyo.

## Culto
La iglesia de Santa María del Puerto es un templo religioso de culto católico bajo la advocación de Santa María del Puerto.